# Šen-čou 13
Šen-čou 13 (čínsky 神舟十三号; doslova „Božská loď číslo třináct“) byl osmý čínský pilotovaný vesmírný let v rámci programu Šen-čou. Současně šlo o druhý let, při kterém kosmická loď typu Šen-čou dopravila tříčlennou posádku na čínskou Vesmírnou stanicí Tchien-kung (TSS). Let začal startem 15. října 2021 a skončil 16. dubna 2022.  

## Posádka
Den před startem mise, 14. října 2021, bylo zveřejněno složení hlavní posádky, identické se složením záložní posádky předchozího letu lodi Šen-čou 12.
Hlavní posádka:
- Čaj Č’-kang (2), velitel, CNSA
- Wang Ja-pching (2), operátor, CNSA
- Jie Kuang-fu (1), systémový operátor CNSA

(v závorkách je uveden celkový počet letů do vesmíru včetně této mise)

## Průběh letu

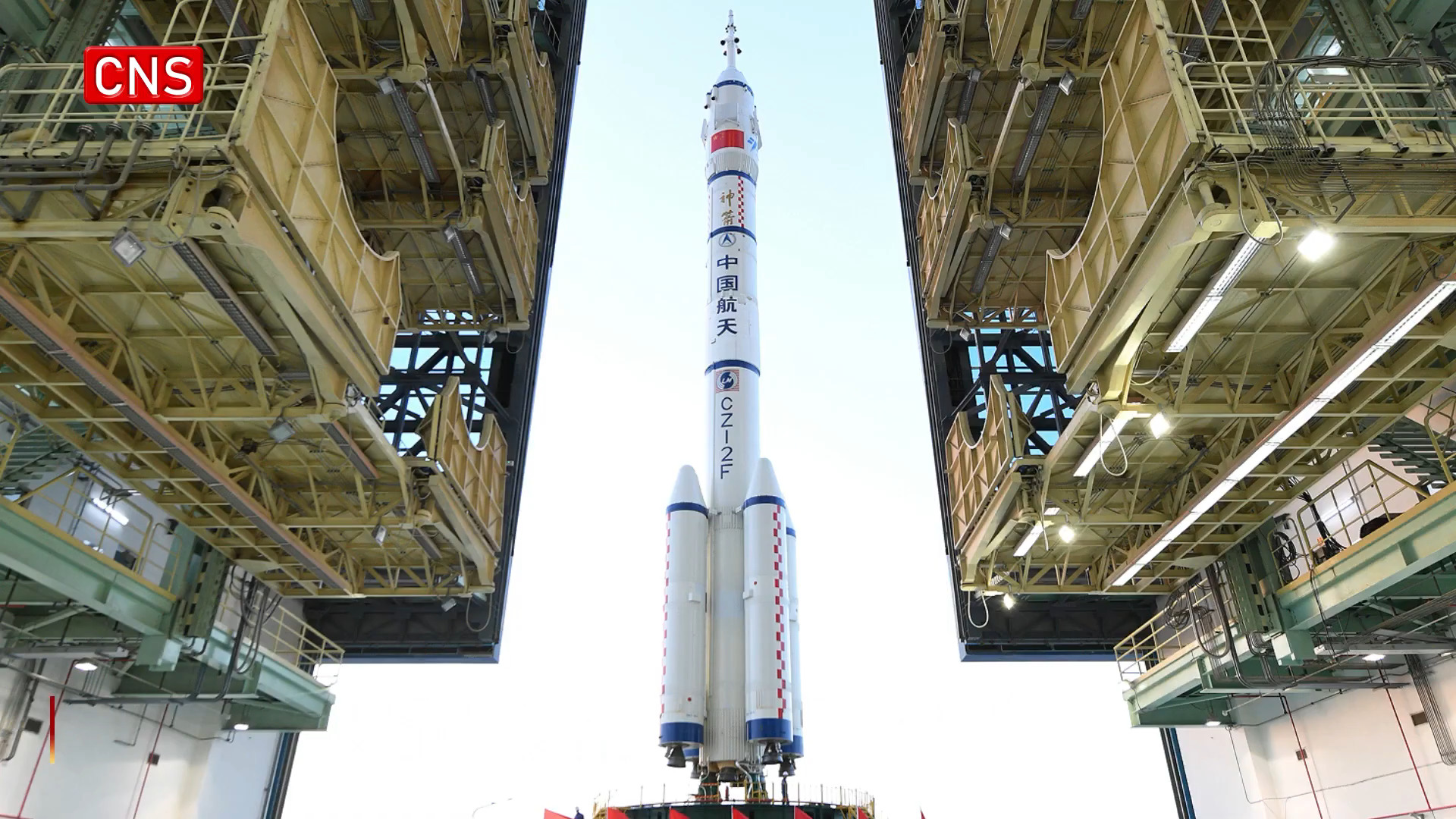
Raketa Dlouhý pochod 2F krátce po vyvezení z montážní haly

Loď odstartovala z kosmodromu Ťiou-čchüan 15. října 2021 v 16:23:56 UTC. K Vesmírné stanici Tchien-kung se připojila po 6,5 hodinách letu v 22:56 UTC a trojice kosmonautů vstoupila na palubu stanice 16. října v 01:58 UTC.
Posádka má během letu naplánovaného na půl roku kromě různých vědeckých experimentů pokračovat v přípravách stanice, kterou prozatím tvoří pouze modul Tchien-che, na rutinní provoz a také na připojení dvou nových laboratorních modulů Wen-tchien a  Meng-tchien, které by se k TSS měly připojit během roku 2022 a zhruba ztrojnásobit hmotnost i vnitřní prostor stanice. K jejich umístění na předpokládané pozice u levého a pravého portu modulu Tchien-che bude využita robotická paže modulu. Právě otestování přesunu mezi předním portem, k němuž v budoucnu laboratorní moduly postupně dorazí, a jedním z bočních portů, patřila mezi hlavní cíle mise Šen-čou 13. Posádka jako model pro tento test využila nákladní kosmickou loď Tchien-čou 2.  
Kosmonauti se také dvakrát vydali mimo vesmírnou stanici. První z výstupů absolvoval kosmonaut Čaj Č’-kang a kosmonautka Wang Ja-pching 7. listopadu 2021 od 10:51 UTC do 17:16 UTC, trval tedy 6 hodin a 25 minut. Dvojice namontovala dodatečné komponenty na robotickou ruku stanice a použila ji k nácviku manévrů, ověření jejích schopností a kompatibility s potřebami astronautů během výstupů do volného prostoru. Prověřila také bezpečnost a výkonnost podpůrných zařízení při výstupech otestovala funkce nového typu skafandrů. Pro Čaje šlo už o druhý výstup v kariéře, ale Wang se volného prostoru vydala poprvé, současně šlo o vůbec první výstup kosmonautky v historii čínského vesmírného programu.
Druhý výstup zahájil Jie Kuang-fu 26. prosince 2021 otevřením průlezu přechodové komory modulu Tchien-che v 10:44 UTC a poté, co se k němu připojil velitel mise Čaj Č’-kang, společně upravili umístění panoramatické kamery, aby její záběr lépe pokrýval vnějšek stanice. Podle programu výstupu také nainstalovali na robotické rameno stanice plošinu pro připoutání nohou a vyzkoušeli různé metody pohybu objektů vně stanice, a to právě i pomocí robotického ramene, kterým budou přesouvány dva budoucí vědecké moduly. Výstup o délce 6 hodin a 11 minut byl ukončen v 16:55 UTC.
Součástí programu letu byly také dvě vědecké přednášky pro čínské žáky a studenty. První se odehrála se 9. prosince 2021 a trojice při ní předvedla během třičtvrtěhodinové v televizní lekce sérii pokusů demonstrujících chování látek a předmětů v beztížném stavu. Druhé vysílání do vybraných tří školních tříd v Pekingu, Lhase a Sin-ťiangu se uskutečnilo 23. března 2022 a i tentokrát studenti mohli vidět několik vědeckých experimentů, např. krystalizaci přesyceného roztoku, demonstraci kapalného mostu, separaci vody a oleje nebo házení předmětů v podmínkách nulové gravitace, a na závěr mohli posádce položit několik otázek.
Třetí vzdělávací akce během spojení mezi stanicí a Zemí nebyla zaměřená na čínské, ale na americké studenty, kteří mohli pokládat otázky kosmonautům 9. dubna 2022 od 19:00 UTC na čínském velvyslanectví v USA ve Washingtonu, D.C. Na akci, kterou oficiálně vedl čínský velvyslanec ve Spojených státech Čchin Kang, zazněly také předem nahrané poznámky Elona Muska ohledně možností budoucí spolupráce lidstva ve vesmíru.
Loď se po splnění programu odpojila od stanice 15. dubna 2022 v 16:44 UTC a po pěti obletech a příslušných orbitálních manévrech přistála v čínské oblasti Vnitřní Mongolsko 16. dubna 2022 v 01.56:49 UTC. Dosud nejdelší let v historii čínské kosmonautiky tak trval 182 dní, 9 hodin a 33 minut.